# Galaga '88
Galaga '88 è il quarto capitolo della saga di Galaga, pubblicato dalla Namco nel 1987.
Il gioco gira sul sistema Namco System 1.

## Modalità di gioco
Galaga '88 come tutti i suoi precursori mantiene più o meno la stessa meccanica di gioco del Galaga originale.
Il giocatore perde la capacità di muoversi verticalmente oltre al classico movimento orizzontale (capacità introdotta in Gaplus), ma guadagna una grafica e una realizzazione tecnica estremamente migliorate, con sfondi animati, navi più grandi e maggiori dettagli.
Il gioco diventa molto più difficile. Viene introdotta la possibilità di prendere una "nave tripla" seguendo lo stesso procedimento che in Galaga serviva a ricevere la "nave doppia". In più, in questo capitolo, possiamo scegliere se iniziare a giocare direttamente con la "nave doppia" a discapito però, di una vita.

## Sviluppo
Nonostante l'incredibile miglioria grafica e tecnica il gioco non riuscì mai a superare il record di vendite dei suoi predecessori, ed in particolare dei primi due episodi, anche a causa di un mercato videoludico che si era ormai allontanato dai videogiochi stile Space Invaders per concentrarsi sugli shoot 'em up (1942 e successori, Xevious, Terra Cresta), sui giochi di piattaforme (Super Mario Bros.), sui beat 'em up statici o a scorrimento (Double Dragon, Street Fighter, Fatal Fury e Final Fight).

## Trucchi e consigli
- Super Bonus: Nel bonus stage di Galaga '88 chiamato Galactic Dancing non fare assolutamente nulla. Riceverai fra i 10.000 ai 25.000 punti di bonus...